# اولیویه رمبو
اولیویه رمبو (انگلیسی: Olivier Rambo؛ زادهٔ ۸ سپتامبر ۱۹۷۴) بازیکن فوتبال اهل فرانسه است.
از باشگاه‌هایی که در آن بازی کرده‌است می‌توان به باشگاه فوتبال نانسی اشاره کرد.